# APRS
APRS (Automatic Packet Reporting System) это — обобщённое наименование технологии и протокола пакетной (цифровой) любительской радиосвязи.

## О технологии
Возможности технологии:
- построение радиосетей на местном и глобальном уровнях;
- совместная работа с другими сетями и технологиями, такими как: GPS, Интернет, IRLP, Эхолинк, D-STAR, GSM, электронная почта, телеметрия, RFID;
- использование при проведении QSO на КВ и УКВ диапазонах;
- использование при проведении QSO через радиолюбительские спутники;
- использование при проведении QSO через диджипитер международной космической станции (ISS);
- использование в спортивном радиолюбительском ориентировании;
- использование при дистанционном управлении стационарными и подвижными объектами (пример: SkyCommand);
- наблюдение и слежение (определение координат, типа объекта, скорости движения, направления, высоты) за стационарными и движущимися объектами в реальном времени;
- наблюдение за погодными станциями, удалённое общение с компьютерными метео-станциями;
- обмен короткими сообщениями;
- поддержка радиолюбительских мероприятий: Hamfest-ов; Полевых дней; экспедиций и др. Их реклама и информирование о местонахождении;
- работа с HAM-бюллетнями;
- работа с DX кластерами;
- работа с радио BBS;
- работа с базами данных и колбуками qrz.com и др.;
- изучение особенностей прохождения и распространения радиоволн с учётом времени года, погодных условий и рельефа местности;
- использование при изучении топографических карт местности;
- использование в чрезвычайных ситуациях при проведении оперативных мероприятий чрезвычайного характера.

## О протоколе
Протокол APRS был разработан американским радиолюбителем Бобом Брунинга (Bob Bruninga, позывной WB4APR) в 1992 году. Тогда же была и зарегистрирована в США торговая марка APRS. На основании этого протокола реализовано всё то многообразие радиолюбительских технологий, разработанных ранее, разрабатываемых в настоящее время и используемых в радиолюбительской практике.
Сейчас этой технологией пользуются более 7000 радиолюбителей в мире.
Вторую букву аббревиатуры APRS часто расшифровывают как «Position» вместо «Packet», однако это не верно и сужает восприятие технологии только до отслеживания координат и погоды.

## Особенности применения
С помощью этой технологии можно узнавать информацию о местонахождении объекта или о любых его изменяемых физических параметрах при помощи технических устройств и передать эту информацию на большие расстояния. При помощи специального программного обеспечения информацию можно визуализировать и обрабатывать на компьютере.
Наиболее заметным использованием APRS является отображение карт. Любой участник системы может разместить любой объект или информацию на своей карте и распространить эту информацию всем пользователям APRS в зоне локального приёма. Эти данные также передаются в глобальную сеть Интернет через сеть APRS-IS и таким образом становятся доступными глобально для всех.